# Clinopogon reginaldi
Clinopogon reginaldi är en tvåvingeart som först beskrevs av Seguy 1955.  Clinopogon reginaldi ingår i släktet Clinopogon och familjen rovflugor. Inga underarter finns listade i Catalogue of Life.